# ノーウッドの建築業者
「ノーウッドの建築業者」（ノーウッドのけんちくぎょうしゃ、"The Adventure of the Norwood Builder"）は、イギリスの小説家、アーサー・コナン・ドイルによる短編小説。シャーロック・ホームズシリーズの一つで、56ある短編小説のうち26番目に発表された作品である。イギリスの『ストランド・マガジン』1903年11月号、アメリカの『コリアーズ・ウィークリー』1903年10月31日号に発表。1905年発行の第3短編集『シャーロック・ホームズの帰還』（The Return of Sherlock Holmes）に収録された。
岩崎書店版（亀山龍樹訳）、青空文庫版（枯葉訳）では「ノーウッドの建築家」となっている。

## あらすじ
死亡したと思われたホームズがロンドンへ戻ってきた、「空き家の冒険」事件から数ヵ月後のある日の朝、ブラックヒース（ロンドン市内）に住む弁護士の青年ジョン・ヘクター・マクファーレンが息を切らして飛び込んでくる。身に覚えのない殺人の嫌疑をかけられ、ホームズに助けを求めに来たという。
彼を逮捕しに追って来たレストレード警部を「僕が事情を聞いてからでも大勢に影響はなかろう」と押し留め、ホームズは事件のあらましをマクファーレンから聞き出した。彼の話によると、見ず知らずの人物である建築業者ジョナス・オールデイカーが彼の事務所に現れて、簡単な書類を正式に遺言書として写してほしいと依頼してきた。だがその遺言書の内容は、自身が没した場合、全遺産をマクファーレンに譲るというものだった。オールデイカーは若い頃マクファーレンの両親と知り合いで、今は身寄りもないので遺産をマクファーレンに譲りたいのだという。後日、オールデイカーの住むノーウッド（正しくはロンドン南部のサウス・ノーウッド）に呼ばれて手続きを済ませたマクファーレンだが、翌朝新聞を広げてみると、オールデイカーがまさに自分と会っていた深夜に殺害された上に屋敷が放火されて一部が焼失、現場から当人と見られる焼死体が発見されたという記事が載っていた。驚いたマクファーレンはホームズに救援を求めるため、事務所に駆け込んできたのだった。
マクファーレンはレストレードに連行されてしまうが、ホームズは彼の依頼を引き受けることにする。しかし状況証拠はマクファーレンに不利なものばかりで、ホームズの焦燥の色は濃くなってゆく。そこへレストレードから「決定的な証拠を見つけた」との電報が入った。現場から血のついたマクファーレンの指紋が発見されたというのだ。だが勝ち誇るレストレードを他所に、その指紋を見たホームズの目は逆に爛々と輝き出した。
ホームズは、「昨日オールデイカーの屋敷をくまなく調べたが、そんな所に指紋は存在していなかった」とワトソンに囁き、再び屋敷を調べ始める。そして何事かを確信したホームズは、「重要な証人が一人いる」とレストレードに伝えると、なぜかレストレードに制服警官3人、しかも「出来るだけ体格が良く、大声を出せる者を」と条件まで付けて呼びにやらせ、屋敷の最上階の廊下で焚火をさせて「火事だ!」と3度一斉に叫ばせる。立ち込める煙。3回目を叫び終わったその瞬間、廊下の突き当たりの壁が開き、中の隠し部屋から一人の男が大慌てで飛び出して来た。なんと死んだはずのオールデイカーであった。レストレードは目を白黒させながらもオールデイカーを拘束し、大変な過ちを未然に防いでくれたホームズに礼を言うしかなかった。ホームズは、最上階の廊下の長さが下の階と比べて不自然に短いことに気づき、そこにオールデイカーが潜んでいるに違いないと踏んで、レストレードへの意趣返しも兼ねて、この一芝居でオールデイカーを引きずり出したのであった。
オールデイカーは秘密の投機をしていたが運用に失敗し、債権者に返済を求められていたため、死んだことにして人生をやり直そうと画策。かつて婚約していたものの、その邪な本性を知って婚約破棄されたマクファーレンの母親に数十年来の復讐も果たすという、一石二鳥のこの計画を思いついたのであった。隠し部屋の設置も、建築業者だったからこそ可能だった。隠し部屋にしばらく潜伏し、ほとぼりが冷めた頃合いに遠くの土地で別人として新生活を始める計画であったが、マクファーレンを確実に有罪にする方策はないかと考えるうちに、遺言状作成の際に封蝋についた彼の指紋を利用し、自分の血をつけてのっぴきならぬ証拠とすることを思いついた。しかしホームズの慧眼の前では、逆に墓穴を掘る結果となったのである。

## 備考
- この作品は「空き家の冒険」の次に発表されており、時系列的にも「空き家の冒険」の数か月後、「8月の太陽を背に浴びながら探し回った」というホームズの台詞から、1894年8月の出来事と推測される。
- この時期、密かに手を回したホームズの計らいによりワトソンは医院を売却し、再びベーカー街に下宿するようになっている。
- ロンドンへの帰還後、「コロンビア元大統領ムリーリョの書類事件」（のちにワトソンが『ウィスタリア荘』にまとめた）と、危うく命を落としかけたという「オランダ汽船フリースランド号事件」を引き受けた模様だが、ホームズはそれでも退屈しており、冒頭では「モリアーティを倒して以後、入って来る依頼がどれもこれもつまらなくなった」とこぼし、ワトソンに「だがその平和は君によってもたらされた」と宥められている。さらに救援を求めて駆け込んできたマクファーレンに対しても、「逮捕ですって？　それは何とも嬉しい話だ」と口を滑らせ、慌てて「――いや、失礼、興味深い話だ」と言い直している。
- 火災後に見つかった黒焦げの焼死体が何だったのかについては本編中ホームズは結論を出しておらず。終盤で「自分は犯罪になるような事は何もしていない（冤罪は警察の勝手な勘違いだ）」と言い張る真犯人オールデイカーに「あんたの偽名口座も差し押さえられるだろうね。ところであの焼死体は何だったんだ？　犬か？それともウサギ2匹か？」と嘲笑うように聞くが、偽装は発覚済みにもかかわらずオールデイカーはこれには答えず「いつかこの礼はさせてもらいますよ」と述べる描写があるのみである。ホームズは「そうか、答えたくないか」と返した後、「この件について書く時にはウサギとでもしておいてくれ」とワトソンに声を掛ける。これについて英国グラナダTV製作版の「シャーロック・ホームズの冒険」では展開が若干変更され、真犯人の狡猾さと残忍さを描くポイントとしてこれも暴くストーリーが加筆され、原作にいなかった浮浪者が追加登場している。